# Peter Rosenmeier
Peter Rosenmeier (* 23. März 1984 in Hadsund) ist ein dänischer Para-Tischtennisspieler der Wettkampfklasse TT6. Er nahm viermal an Paralympischen Spielen teil, wo er 2008 und 2016 Gold gewann. Außerdem ist er 6-facher Europameister, 2-facher Weltmeister und zählt mit zahlreichen weiteren Titeln, unter anderem auch bei kleineren Turnieren, zu den besten Spielern seiner Klasse.

## Werdegang
Peter Rosenmeier fehlen seit Geburt die Hälfte seines rechten Unterarms, die Hälfte seines rechten Beins und zwei Finger an der linken Hand. Sein internationales Debüt gab er 2001 bei den Czech Open. Während seiner Karriere spielte er bei den Vereinen I. H. Aalborg, FIFH Malmø und Hillerød GI Bordtennis. Derzeit ist er beim Taastrup BTK aktiv. Bei Paralympischen Spielen sicherte er sich zwei Bronze- sowie zwei Goldmedaillen und gilt mit dem Gewinn von insgesamt 11 Medaillen bei Europameisterschaften und 5 Medaillen bei Weltmeisterschaften als bester dänischer Para-Tischtennisspieler. 2013 errang Rosenmeier die Auszeichnung Kulturministerens Parasportspris.

## Titel und Erfolge im Überblick

### Paralympische Spiele
- 2004 in Athen: Bronze in der Einzelklasse 6
- 2008 in Peking: Gold in der Einzelklasse 6
- 2012 in London: Bronze in der Einzelklasse 6
- 2016 in Rio de Janeiro: Gold in der Einzelklasse 6
- 2020 in Tokio: Silber in der Einzelklasse 6

### Europameisterschaften
- 2003 in Zagreb: Bronze mit der Mannschaft in Klasse 6
- 2005 in Jesolo: Gold mit der Mannschaft in Klasse 6
- 2007 in Kranjska Gora: Bronze in der Einzelklasse 6, Bronze mit der Mannschaft in Klasse 6
- 2011 in Split: Silber mit der Mannschaft in Klasse 6
- 2013 in Lignano: Gold in der Einzelklasse 6, Gold mit der Mannschaft in Klasse 6
- 2015 in Vejle: Silber in der Einzelklasse 6, Gold mit der Mannschaft in Klasse 6
- 2019 in Helsingborg: Gold in der Einzelklasse 6, Gold mit der Mannschaft in Klasse 7

### Weltmeisterschaften
- 2006 in Montreux: Silber mit der Mannschaft in Klasse 6
- 2010 in Gwangju: Gold in der Einzelklasse 6
- 2014 in Peking: Silber in der Einzelklasse 6
- 2017 in Bratislava: Bronze mit der Mannschaft in Klasse 6
- 2018 in Lasko: Gold in der Einzelklasse 6

### Kleinere Turniere
- Dutch Open 2019: Gold in der Einzelklasse 6, Silber mit der Mannschaft in Klasse 6–7
- Czech Open 2019: Gold in der Einzelklasse 6, Bronze mit der Mannschaft in Klasse 7
- Spanish Open 2019: Gold in der Einzelklasse 6

## Auszeichnungen
- 2013: Kulturministerens Parasportspris

## Privat
Neben seiner Prokarriere arbeitet er als Projektmanager.